# São Paulo International Film Festival

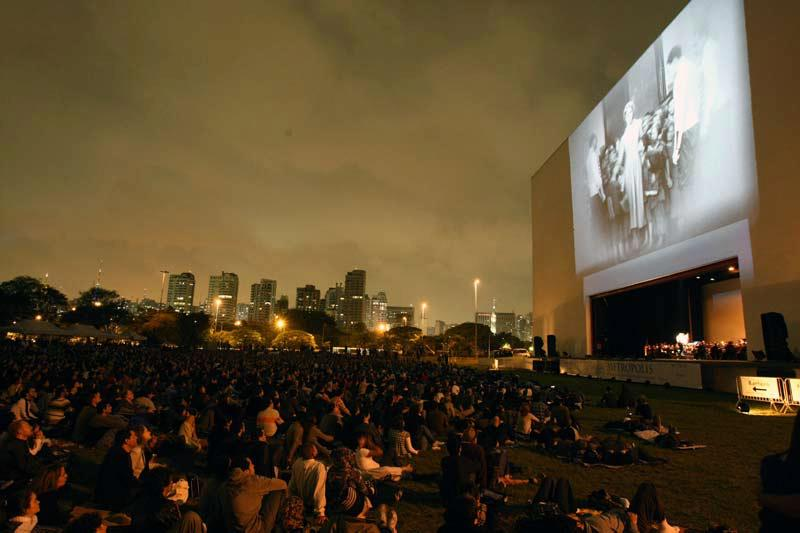
Una proiezione all'aperto di Metropolis durante il Festival nel 2010.

Il São Paulo International Film Festival (in portoghese: Mostra Internacional de Cinema de São Paulo) è un festival cinematografico no-profit che ha luogo a San Paolo del Brasile tra ottobre e novembre.
L'evento, riconosciuto dalla federazione internazionale delle associazioni di produttori, si divide in tre categorie: "Perspective", "Special Screenings" e una sezione dedicata ai nuovi registi emergenti.
Nel 2004 il regista iraniano Abbas Kiarostami è stato membro della giuria.